# Kari Sylwan
Kari Sylwan, född 15 oktober 1940 i Stockholm, är en svensk dansare, koreograf, pedagog och skådespelare.

## Biografi
Sylwan debuterade som dansare 1956 och var därefter engagerad vid Kungliga teaterns balett, och som solist i Cullbergbaletten. Sylwan bildade 1972 tillsammans med dansaren och koreografen Karin Thulin den fria dansgruppen Kari och Karin. Dansgruppen turnerade bland annat i Sverige samt gjorde en rad uppmärksammade barnprogram TV. Hon har också arbetat som regiassistent i filmer med Ingmar Bergman. Hon är sedan 1996 rektor vid Danshögskolan i Stockholm. Hon tilldelades H.M. Konungens medalj i 12:e storleken 2005 för betydelsefulla insatser för danskonsten.

## Filmografi i urval
- 1956 – Suss gott
- 1957 – Möten i skymningen
- 1957 – Ingen morgondag
- 1959 – Sängkammartjuven
- 1972 – Viskningar och rop
- 1976 – Ansikte mot ansikte
- 1980 – Barnens ö
- 1982 – Skulden (TV-serie)

## Teater

### Roller
| År   | Roll | Produktion                              | Regi        | Teater   |
| ---- | ---- | --------------------------------------- | ----------- | -------- |
| 1969 | Pepi | Bröllopsfesten (Hochzeit) Elias Canetti | Donya Feuer | Dramaten |